# Operazione Castle
La serie di test nucleari denominata operazione Castle si riferisce alle detonazioni nucleari condotte dagli Stati Uniti d'America negli atolli Enewetak e di Bikini, appartenenti alle Isole Marshall, dal 28 febbraio al 13 maggio del 1954. La serie fu la quinta effettuata dagli Stati Uniti d'America nei Pacific Proving Grounds e, nella cronologia delle operazioni statunitensi, fu preceduta dall'operazione Upshot–Knothole e seguita dall'operazione Teapot, entrambe condotte su suolo statunitense.
L'operazione fu condotta dalla Joint Task Force 7 (JTF-7), che incorporava sia personale civile che militare ma che era di fatto organizzata con una struttura militare. In tutto, essa contava 19 100 elementi, tra cui militari dell'esercito, impiegati civili federali e operatori facenti parte del Dipartimento della Difesa (DOD) e della Commissione per l'energia atomica degli Stati Uniti d'America (AEC).
L'operazione Castle fu considerata un successo dal governo statunitense, poiché grazie a essa fu provata la realizzabilità di ordigni termonucleari trasportabili a combustibile solido. Ci furono in effetti delle difficoltà con alcuni dei test, uno dei quali sviluppò una potenza molto inferiore a quanto atteso (risultando in una cosiddetta "fiammella"), mentre due ordigni rilasciarono una potenza oltre due volte più grande delle attese. Un test in particolare, il Castle Bravo, diede origine a un'estesa contaminazione radiologica, con il fallout che interessò le isole e gli atolli vicini al luogo del test, compresi quelli al momento abitati dal personale statunitense coinvolto nell'operazione, così come un peschereccio giapponese, il Daigo Fukuryū Maru, provocando anche una vittima nonché problemi di salute duraturi per molte delle persone esposte. La reazione dell'opinione pubblica proprio a questo test, data anche la preoccupazione inerente agli effetti a lungo termine dell'esposizione al fallout nucleare, fu uno dei motivi che portò al trattato sulla parziale messa al bando degli esperimenti nucleari nel 1963.

## Scopi
Il test Ivy Mike, facente parte dell'operazione Ivy e condotto sull'isola di Elugelab, nell'atollo di Enewetak, nel 1952, vide l'esplosione della prima bomba all'idrogeno della storia, con la produzione della prima esplosione termonucleare o "a fusione nucleare" e il rilascio di una potenza pari a 10,4 megatoni che polverizzò Elugelab lasciando al suo posto un cratere di 1,6 km di diametro. L'ordigno utilizzato per Ivy Mike usava deuterio liquido, un isotopo dell'idrogeno, il che faceva di esso una bomba cosiddetta "bagnata". I complessi meccanismi necessari all'isolamento e allo stoccaggio del deuterio liquido e a mantenerlo a temperature criogeniche, vicine allo zero assoluto, avevano fatto sì che l'ordigno fosse alto tre piani e avesse un peso totale di 82 tonnellate, e quindi che fosse troppo grande e pesante perché potesse essere utilizzato come arma. Dopo il successo di Ivy Mike, che aveva dimostrato la validità della configurazione di bomba Teller-Ulam, la ricerca si concentrò quindi sul come utilizzare un combustibile solido e poter quindi realizzare un ordigno termonucleare effettivamente impiegabile in teatri di guerra. Il risultato finale fu un ordigno Teller-Ulam che utilizzava del deuteruro di litio come combustibile per la fusione, riducendo enormemente il peso e le dimensioni della bomba e semplificandone anche il design. L'operazione Castle, che fu ufficialmente assegnata al JTF-7 il 21 gennaio 1954, fu quindi pianificata per testare quattro prototipi a combustibile solido, due a combustibile liquido, di dimensioni molto ridotto rispetto a "Sausage" usato nel test Ivy Mike, e un ultimo ordigno più piccolo. 

## Gli esperimenti
L'operazione Castle fu quindi organizzata in sette diversi esperimenti, sei dei quali avrebbero dovuto avere luogo nell'atollo di Bikini. Bikini era già stato usato nel 1946 come sito di test per l'operazione Crossroads, il cui quarto e quinto test furono condotti nella laguna dell'atollo. Da allora però gli statunitensi avevano deciso di realizzare i test nell'atollo di Enewetak, che godeva di isole più ampie e di una laguna più profonda.

La tabella riportata di seguito elenca i test nell'ordine di realizzazione previsto a febbraio 1954.
| Esperimento | Ordigno           | Prototipo           | Combustibile                         | Data           | Potenza attesa  | Costruttore                                               | Sito di test                       |
| ----------- | ----------------- | ------------------- | ------------------------------------ | -------------- | --------------- | --------------------------------------------------------- | ---------------------------------- |
| Bravo       | Shrimp            | TX-21               | 40% Li-6 D (solido)                  | 1º marzo, 1954 | 6,0 Mt          | Los Alamos Scientific Laboratory                          | Scogliera al largo di Namu, Bikini |
| Union       | Alarm Clock       | EC-14               | 95% Li-6 D (solido)                  | 11 marzo 1954  | Da 3,0 a 4,0 Mt | Los Alamos Scientific Laboratory                          | Chiatta al largo di Iroij, Bikini  |
| Yankee      | Jughead / Runt-II | TX/EC-16 / TX/EC-24 | Cryo D-2 (wet) / 40% Li-6 D (solido) | 22 marzo 1954  | 8,0 Mt          | Los Alamos Scientific Laboratory                          | Chiatta al largo di Iroij, Bikini  |
| Echo        | Ramrod            | TX-22               | Cryo D-2 (liquido)                   | 29 marzo 1954  | 65–275 kt       | University of California Radiation Laboratory (Livermore) | Eberiru, Enewetak                  |
| Nectar      | Zombie            | TX-15               | Fissione amplificata                 | 5 aprile 1954  | 1,8 Mt          | Los Alamos Scientific Laboratory                          | Chiatta al largo di Iroij, Bikini  |
| Romeo       | Runt              | TX/EC-17A           | 7,5% Li-6 deuteruro (naturale)       | 15 aprile 1954 | 4,0 Mt          | Los Alamos Scientific Laboratory                          | Chiatta al largo di Iroij, Bikini  |
| Koon        | Morgenstern       | TX-22               | 7,6% Li-6 deuteruro (naturale)       | 22 aprile 1954 | 1,0 Mt          | University of California Radiation Laboratory (Livermore) | Eneman, Bikini                     |

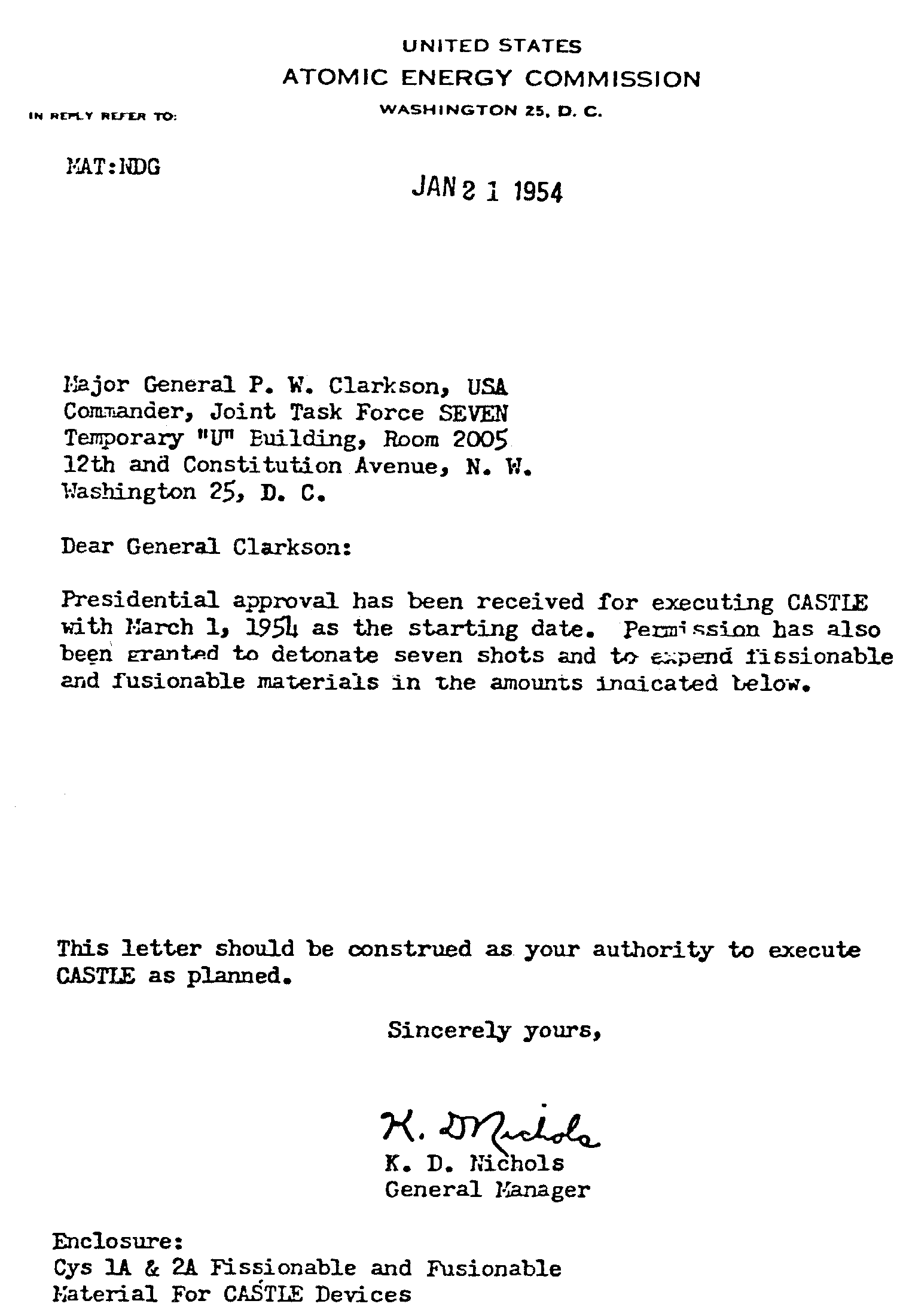
L'autorizzazione all'operazione Castle rilasciata all'AEC.

Il test Echo fu cancellato quando il successo del test a combustibile solido Bravo rese obsoleto il design a combustibile liquido. Dopo Bravo, anche il design del test Yankee fu considerato non più interessante, per questo l'ordigno di tipo "Jughead" fu sostituito con uno di tipo "Runt II" (simile a quello usato nel test Union), che fu completato in fretta e furia a Los Alamos e quindi spedito a Bikini. Con tale revisione, quindi, entrambi i dispositivi a combustibile liquido furono rimossi dal programma di test.
Come già detto, l'operazione Castle fu organizzata per valutare l'utilizzo del deuteruro di litio come combustibile per la fusione termonucleare. Essendo solido a temperatura ambiente, infatti, il LiD avrebbe potuto significare, in caso di successo, la fattibilità di ordigni facilmente trasportabili. Benché anche gli ordigni utilizzati in questa operazione fossero basati sul principio di Teller-Ulam, già usato nella realizzazione dell'ordigno "Sausage" utilizzato nel test Ivy Mike, le reazioni di fusione erano differenti da quella di quest'ultimo. Ivy Mike infatti sfruttava la fusione tra deuterio e deuterio, mentre negli ordigni a LiD il deuterio si sarebbe fuso con il trizio, che si sarebbe prodotto durante l'esplosione attraverso l'irradiazione del litio con neutroni veloci provenienti dalla barra di plutonio contenuta nel secondo stadio. 
Gli ordigni dei test Bravo, Yankee (II) e Union utilizzavano litio arricchito dell'isotopo Li-6 (Bravo e Yankee usavano litio arricchito al 40%, mentre il litio usato nel test Union era arricchito al 95%), mentre gli ordigni dei test Romeo e Koon furono dotati di litio naturale (92% Li-7, 7,5% Li-6). Un eventuale successo nell'utilizzo di litio naturale sarebbe stato molto importante per la possibilità che avrebbe fornito agli USA di accrescere in tempi brevi il proprio arsenale termonucleare; i cosiddetti "Alloy Development Plants", infatti, erano ancora nelle prime fasi di produzione quando fu condotta l'operazione Castle, dato che il primo stabilimento iniziò la produzione alla fine del 1953.

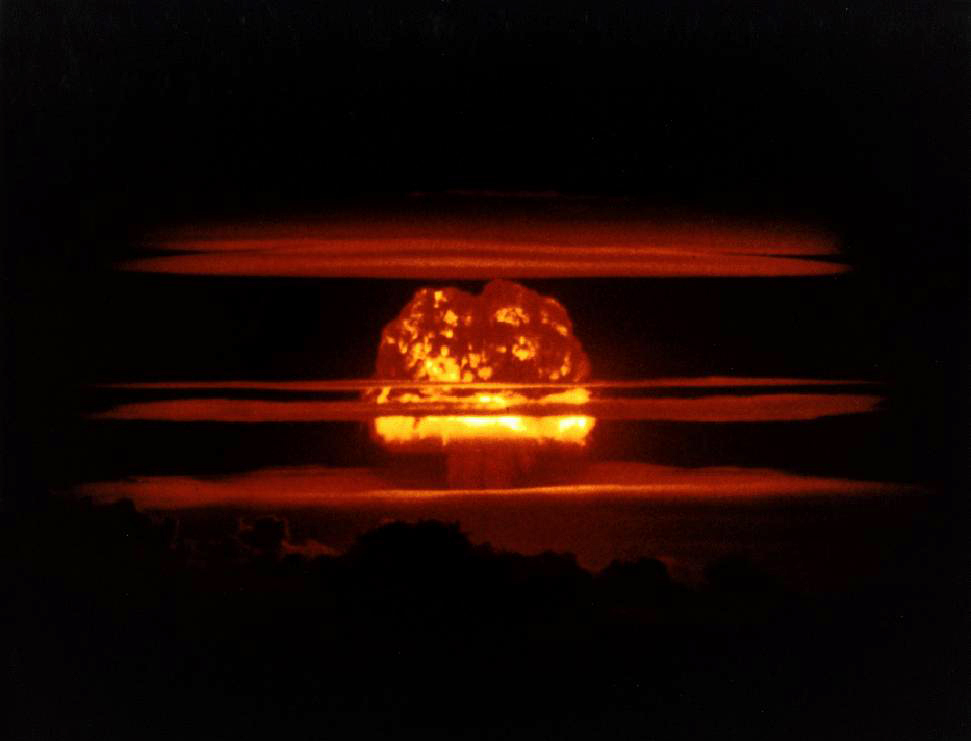
La detonazione del test Union.

Lo sviluppo di armi al deuterio liquido non fu comunque abbandonato ma continuò parallelamente a quello delle armi al LiD. Sebbene tali ordigni fossero molto meno pratici per tutti i problemi logistici connessi al trasporto e allo stoccaggio del sistema criogenico, i dispositivi "Ramrod" e "Jughead" avevano comunque visto una drastica diminuzione delle dimensioni e del peso rispetto al modello "Sausage" utilizzato nel test Ivy Mike. Alla fine il modello "Jughead" fu effettivamente trasformato in arma e fu utilizzato per un certo periodo dalla U.S. Air Force, finché le bombe termonucleari a combustibile solido non divennero lo standard.
L'ordigno Nectar non fu un ordigno a fusione come gli altri della serie Castle. Sebbene infatti anch'esso utilizzasse deuteruro di litio, questo era usato nel secondo stadio solo per amplificare la fissione del plutonio generando trizio, mentre i materiali maggiormente coinvolti nelle reazioni erano uranio e plutonio. Similmente a quanto accadeva nella configurazione Teller-Ulam, l'ordigno prevedeva l'utilizzo di un'esplosione nucleare per produrre la temperatura e la pressione necessarie a comprimere una seconda massa fissionabile, cosa che non sarebbe stato possibile raggiungere con dell'esplosivo convenzionale, ma in questo caso non era prevista alcuna fusione. 
Durante Ivy Mike era stato infatti notato che il 77% della potenza (8,0 megatoni su 10,4) dell'esplosione era stato prodotto dalla fissione veloce dell'U-238 che costituiva il riflettore di neutroni, in gergo chiamato "tamper", disposto attorno al materiale sottoposto a fusione e che era stato irraggiato dai neutroni veloci prodotti proprio dalla fusione. Poiché l'U-238, materiale non in grado di sostenere una reazione di fissione a catena ma che comunque risulta fissionabile se irraggiato con un intenso flusso di neutroni veloci, è abbondante nella crosta terrestre e non ha un valore di massa critica, esso può essere aggiunto in quantità teoricamente illimitate a formare il tamper, e gli USA decisero quindi di effettuare Nectar per valutare la possibilità di fissionare l'U-238 anche non in presenza di una fusione. In particolare, il test era volto allo sviluppo di armi dalla potenza intermedia, all'incirca 1-2 megatoni, in modo da poter espandere la gamma di armi nucleari statunitensi.

## Svolgimento dei test

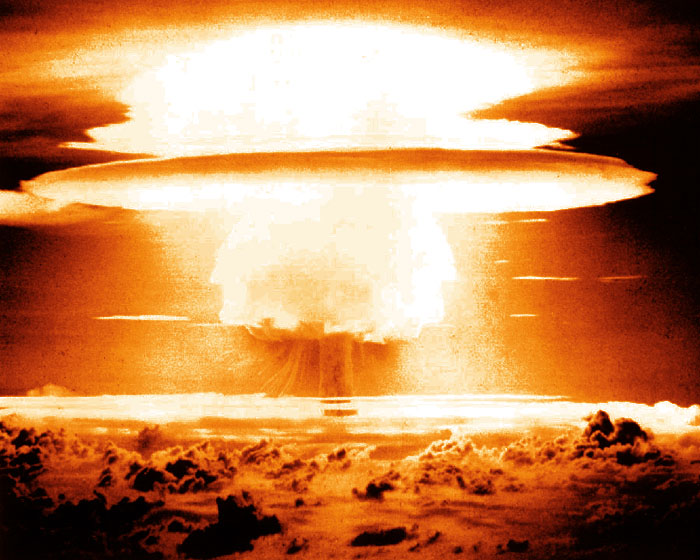
La detonazione del test Bravo.

Il più famoso dei test effettuati durante l'operazione Castle è senza dubbio il test Castle Bravo, il primo della serie, condotto il 28 febbraio 1954 sull'isola di Namu, nell'atollo di Bikini. La sua notorietà è principalmente dovuta agli errori di valutazione riguardanti la potenza che l'esplosione avrebbe generato, che fu più del 150% della potenza prevista, che destarono grande preoccupazione nell'opinione pubblica, e al fatto che esso rimane a oggi la più grande detonazione mai realizzata dagli Stati Uniti d'America. Il combustibile solido utilizzato nell'ordigno usato in Bravo era deuteruro di litio in cui il 40% degli atomi di litio era costituito dall'isotopo Li-6 ed il restante 60% dall'isotopo Li-7. Alla data del test si riteneva che soltanto il litio-6 sarebbe stato coinvolto nella formazione del trizio che avrebbe poi dato origine alla reazione di fusione deuterio-trizio e che il litio-7 sarebbe semplicemente rimasto inerte, basti pensare che, riferendosi al test, il capo della sezione progetti teorici dei laboratori di Los Alamos, J. Carson Mark, aveva speculato sul fatto che esso avrebbe potuto produrre un'esplosione al massimo il 20% più potente di quanto calcolato. 

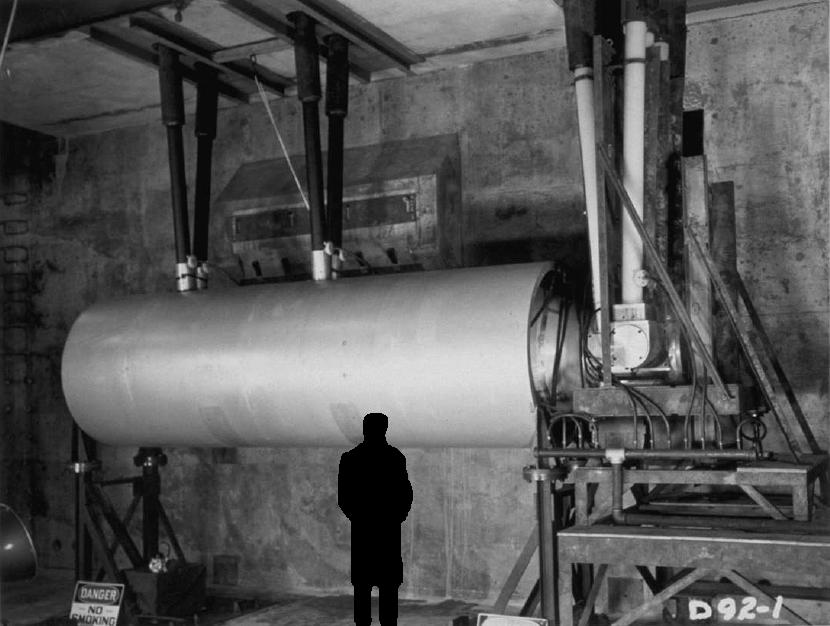
L'ordigno "Shrimp" fatto esplodere nel test Bravo.

 Nella pratica, però, le cose andarono diversamente, poiché la quantità di trizio generata dal litio-7, sommandosi a quella generata dal litio-6, portò a una reazione di fusione che liberò una potenza di 15 megatoni, ossia due volte e mezzo più grande del previsto.
 Di fronte a una simile potenza, la JTF-7 fu colta impreparata. Molte delle infrastrutture costruite nell'atollo di Bikini furono pesantemente danneggiate e l'intensa radiazione termica fece addirittura scoppiare un incendio sull'isola di Eneu, sempre a Bikini, distante 37 km dal luogo della detonazione. Il fallout seguente all'esplosione coinvolse l'intero atollo in modo così pesante che fu proibito ai membri della JTF-7 di avvicinarglisi per le 24 ore successive al test e, anche dopo quel lasso di tempo, di rimanere nell'atollo per più di qualche ora. Il forte vento che soffiava verso est, poi, fece sì che il fallout coinvolgesse anche gli atolli vicini che furono contaminati dalla cenere radioattiva risultante dall'incenerimento dei banchi di corallo subacquei. Sebbene gli atolli fossero stati prontamente evacuati subito dopo il test, 239 marshallesi degli atolli di Utirik, Rongelap e Ailinginae furono colpiti da pesanti dosi di radiazioni; a questi si sommarono anche 28 statunitensi stanziati sull'atollo di Rongerik e 23 pescatori giapponesi costituenti l'equipaggio del peschereccio Daigo Fukuryū Maru, che mostrarono i sintomi dell'avvelenamento da radiazioni e uno dei quali morì nel settembre del 1954.

Poco dopo l'esplosione furono intrapresi diversi studi, classificati come Project 4.1, volti a valutare i danni sugli individui dovuti all'esposizione alle radiazioni; da questi risultò che, benché gli effetti a breve termine fossero stati lievi, o comunque difficili da correlare con l'esplosione, gli effetti a lungo termine si erano invece rivelati decisamente più significativi.

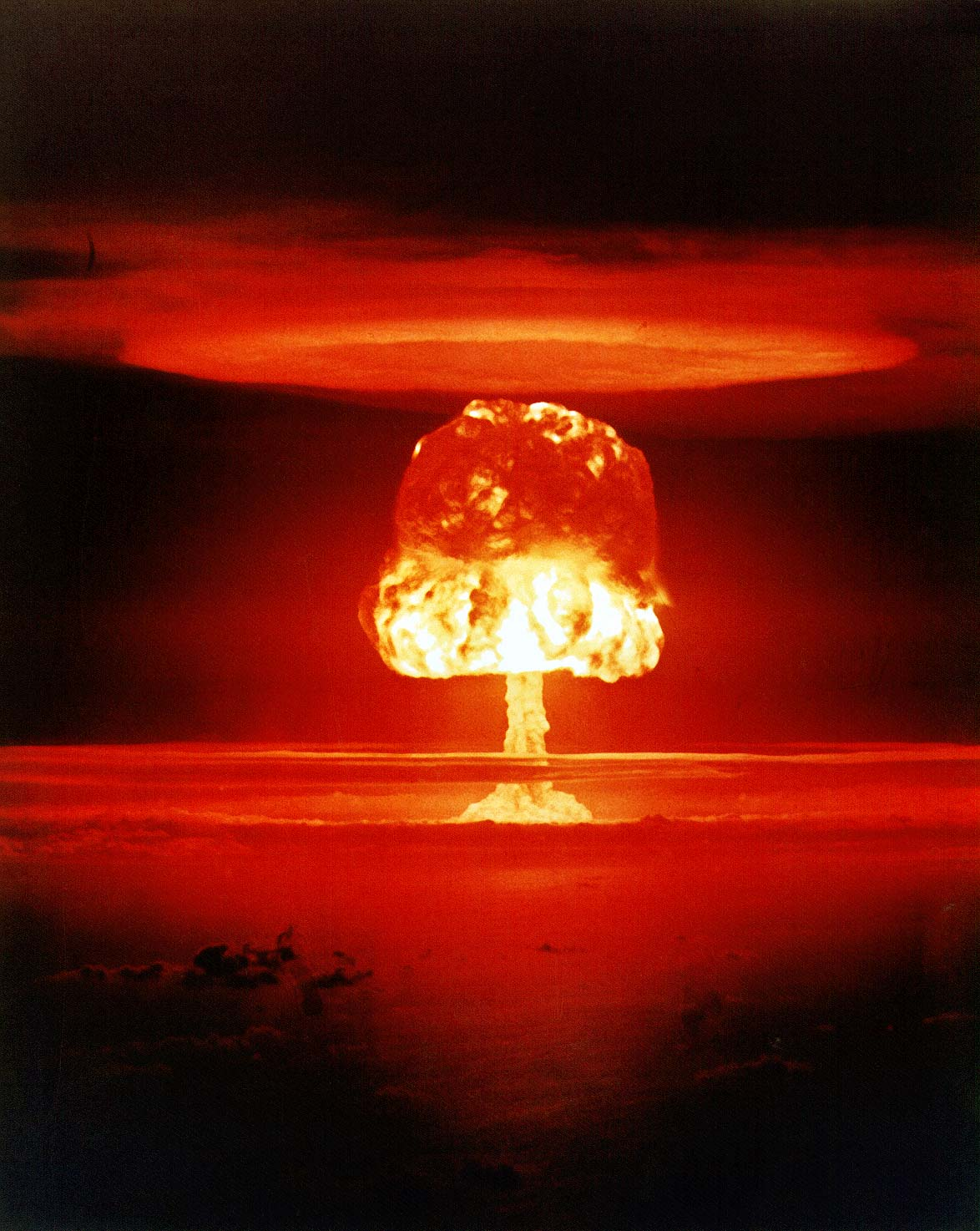
La detonazione del test Romeo.

La contaminazione e i pesanti danni creati da Bravo costrinsero la JTF-7 a posticipare il resto dei test della serie. Così, il nuovo programma delle operazioni, contenente non solo le nuove date ma anche le nuove potenze previste dopo quanto appreso durante il precedente test, fu pubblicato ufficialmente il 14 aprile 1954, quando i test Castle Romeo e Koon erano peraltro già stati portati a termine.
| Esperimento | Data originale | Data rivista   | Potenza originale | Potenza rivista |
| ----------- | -------------- | -------------- | ----------------- | --------------- |
| Union       | 11 marzo 1954  | 22 aprile 1954 | 3-4 Mt            | 5-10 Mt         |
| Yankee      | 22 marzo 1954  | 27 aprile 1954 | 8,0 Mt            | 9,5 Mt          |
| Nectar      | 5 aprile 1954  | 20 aprile 1954 | 1,8 Mt            | Da 1,0 a 3,0 Mt |
| Romeo       | 15 aprile 1954 | 27 aprile 1954 | 4,0 Mt            | 8,0 Mt          |
| Koon        | 22 aprile 1954 | 7 aprile 1954  | 1,0 Mt            | 1,5 Mt          |

Dato il sopraccitato cambiamento nei valori delle potenze previste, anche la valutazione sui possibili fallout cambiò e di conseguenza anche i siti dei test furono ripensati. Così, mentre la maggior parte dei test avrebbe dovuto avere luogo su una chiatta al largo delle coste di Iroij, alcuni di essi furono invece condotti nei crateri creati dalle esplosioni dei test Bravo e Union. Il test Union fu il primo nella storia a essere condotto su una chiatta. Questo metodo si rivelò molto vantaggioso, poiché evitava di creare aree di terreno radioattivo e di dover provvedere a opere di decontaminazione prima di effettuare un test nel solito luogo e inoltre permetteva di utilizzare sempre le solite aree per posizionare gli strumenti di misura, risparmiando soldi e tempo per la costruzione di strutture. Anche il sito del test Castle Nectar fu cambiato, si decise infatti di spostarlo dall'atollo di Bikini al cratere lasciato da Ivy Mike, nell'atollo di Eniwetak, laddove un tempo c'era stata l'isola di Elugelab.
Anche il programma sopra riportato, comunque, subì delle modifiche, e l'ultimo dei test dell'operazione Castle, il Nectar, fu condotto il 13 maggio 1954.

## Test
| Nome              | Data e ora (UT)              | Fuso orario locale | Sito                                                                   | Altitudine + quota | Modalità, Scopo                   | Tipo di ordigno                        | Potenza             | Fonti                          | Note |
| ----------------- | ---------------------------- | ------------------ | ---------------------------------------------------------------------- | ------------------ | --------------------------------- | -------------------------------------- | ------------------- | ------------------------------ | --- |
| Bravo             | 28 febbraio 1954, 18:45:00,3 | MHT (12 ore)       | Namu (Charlie), atollo di Bikini 11.69722°N 165.27486°E                | 2 m + 2 m          | a terra, sviluppo di armamenti    | TX-21 "Shrimp"                         | 15 Mt               | [ 1 ] [ 7 ] [ 8 ] [ 9 ] [ 10 ] | Utilizzò uno stadio primario COBRA. Sviluppò una potenza oltre due volte più grande di quella prevista, risultando essere la più grande detonazione mai effettuata dagli USA e arrivando, tramite gli effetti del fallout, a uccidere un operatore radio del peschereccio giapponese Daigo Fukuryū Maru. |
| Romeo             | 26 marzo 1954, 18:30:00,4    | MHT (12 ore)       | Yurochi alias Irioj (Dog), atollo di Bikini 11.69428°N 165.26519°E     | 0000040+ 4,3 m     | da chiatta, sviluppo di armamenti | TX/EC-17A con primario COBRA "Runt"    | 11,0 Mt             | [ 1 ] [ 7 ] [ 10 ] [ 8 ]       | Test di una bomba Mk-17, schierata come EC-17, con stadio primario COBRA. Rilasciò una potenza più grande del previsto, perlomeno di un fattore 3. |
| Echo (Cancellato) | 29 marzo 1954                | MHT (12 ore)       | Ebiriru (Ruby), atollo di Enewetak 11.61986°N 162.29403°E              | 0 + 3 m            | Da chiatta, sviluppo di armamenti | Design "ramrod" a combustibile liquido | Potenza sconosciuta | [ 7 ]                          | Programmato ma non eseguito nonostante l'ora e il luogo fossero già decisi. Il test fu cancellato quando il test Bravo risultò così sorprendentemente efficace da rendere i prototipi termonucleari criogenici del tutto obsoleti.                                                                       |
| Koon              | 6 aprile 1954, 18:20:00,4    | MHT (12 ore)       | Eninmen (Tare), atollo di Bikini 11.50376°N 165.36852°E                | 2 m + 1 m          | A terra, sviluppo di armamenti    | "Morgenstern"                          | 110 kt              | [ 1 ] [ 7 ] [ 10 ] [ 8 ]       | Test di un prototipo dell'UCRL (University of California Radiation Laboratory, oggi Lawrence Livermore National Laboratory), l'ultimo su cui aveva lavorato Teller, dotato di stadio primario RACER IV, il secondo stadio si attivò in ritardo e l'esplosione generò solo 110 kt di potenza.             |
| Union             | 25 aprile 1954, 18:10:00,6   | MHT (12 ore)       | Yurochi alias Irioj (Dog), atollo di Bikini 11.6664°N 165.3872°E       | 0 + 4 m            | Da chiatta, sviluppo di armamenti | TX-14 con primario COBRA "Alarm Clock" | 6,9 Mt              | [ 1 ] [ 7 ] [ 10 ] [ 8 ]       | Prototipo di un ordigno EC-14, utilizzò uno stadio primario COBRA e, come carburante, del deuteruro di litio con un contenuto di Li-6 pari al 95%. |
| Yankee 2          | 4 maggio 1954, 18:10:00,1    | MHT (12 ore)       | Pokon Yurochi alias Irioj (Dog), atollo di Bikini 11.6656°N 165.3869°E | 0 + 4,3 m          | Da chiatta, sviluppo di armamenti | TX/EC-24 con primario COBRA "Runt II"  | 13,5 Mt             | [ 1 ] [ 7 ] [ 10 ] [ 8 ]       | Prototipo di un ordigno TX/EC-24, utilizzò uno stadio primario COBRA. Dopo il successo del test Bravo, l'ordigno Jughead a combustibile liquido designato per questo test fu sostituito con l'ordigno a combustibile solido Runt II, da cui la designazione "2".                                         |
| Nectar            | 13 maggio 1954, 18:20:00,1   | MHT (11 ore)       | Elugelab (Flora), atollo di Enewetak 11.6705°N 162.1964°E              | 0 + 4,3 m          | Da chiatta, sviluppo di armamenti | TX-15 con primario RACER IV "Zombie"   | 1,69 Mt             | [ 1 ] [ 7 ] [ 10 ] [ 8 ]       | Test di prova di un terzo stadio a fissione da neutroni veloci. |

1. ↑  Gli Stati Uniti d'America, la Francia e il Regno Unito chiamano ogni loro singolo test con un nome in codice, mentre Unione Sovietica e Cina, salvo rari casi, non lo fanno, quindi i loro test sono identificati solo da numeri. Un trattino seguito da un numero indica un membro di un test a salve.
2. ↑  Per convertire l'ora universale in ora locale, si deve aggiungere alla prima il numero tra parentesi.
3. ↑  Nome del luogo e corrispettive coordinate. Nel caso di test missilistici, viene indicato il luogo di lancio del missile prima del luogo della detonazione. Mentre alcune località possono essere indicate con sicurezza, nel caso, ad esempio, di esplosioni in alta atmosfera, le indicazioni possono essere piuttosto inaccurate.
4. ↑  Con "altitudine" si intende l'altezza rispetto al livello del mare del terreno posto direttamente sotto l'esplosione, mentre con "quota" si intende la distanza tra tale punto e l'esplosione. Nel caso di test missilistici, il livello del terreno è indicato con "N/A". L'assenza di numeri o altre indicazioni sta a significare che il valore è sconosciuto.
5. ↑  L'energia liberata espressa in chilotoni e megatoni.

## Risultati

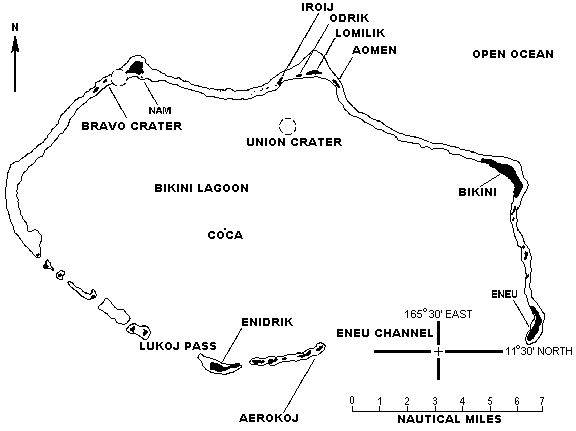
L'atollo di Bikini nell'estate del 1954, dopo il completamento dell'operazione Castle.

L'operazione Castle fu un assoluto successo per l'implementazione dei dispositivi a combustibile solido. Il prototipo di Bravo fu ben presto trasformato in arma e si ritiene che esso sia il progenitore della bomba a caduta libera Mark 21 (Mk-21), il cui progetto di realizzazione partì il 26 marzo 1954 (tre settimane dopo l'esecuzione del test Bravo) per arrivare ad un totale di 275 ordigni prodotti al luglio del 1956.

L'ordigno del test Romeo, basato sull'utilizzo di litio naturale, fu rapidamente trasformato nella bomba Mark 17 (Mk-17), la prima arma termonucleare trasportabile dell'arsenale statunitense, e fu disponibile all'utilizzo per le forze strategiche a partire già dalla seconda metà del 1954. La maggior parte dei prototipi a combustibile solido della serie Castle divenne parte dell'inventario nucleare statunitense e molti di questi rappresentano i predecessori della maggior parte delle moderne configurazioni di armi termonucleari.
Al contrario, il prototipo usato nel test Koon e progettato dal Lawrence Livermore National Laboratory fu un fallimento. Utilizzando litio naturale e una configurazione Teller-Ulam pesantemente modificata, l'ordigno rilasciò una potenza di soli 110 kt contro gli 1,5 megatoni attesi. Mentre gli ingegneri del Radiation Laboratory avevano sperato che il test avrebbe aperto la strada a un nuovo tipo di armi, esso provò invece che quel design portava a un prematuro riscaldamento del litio combustibile, facendo così venire meno le delicate condizioni necessarie alla fusione.